# Klaus Zerta
Klaus Zerta (Gelsenkirchen, 25 de noviembre de 1946) es un deportista alemán que compitió para la RFA en remo como timonel. Participó en los Juegos Olímpicos de Roma 1960, obteniendo una medalla de oro en la prueba de dos con timonel.

## Palmarés internacional
| Representando al Equipo Alemán Unificado |               |                |                 |
| Juegos Olímpicos                         |               |                |                 |
| Año                                      | Lugar         | Medalla        | Prueba          |
| 1960                                     | Roma (Italia) | Medalla de oro | Dos con timonel |